# Ода, Эйитиро
Эйитиро Ода (яп. 尾田 栄一郎 Ода Эйитиро:, 1 января 1975, Кумамото, Япония) — мангака, автор манги One Piece. После создания One Piece Эйитиро Ода стал одним из самых популярных мангак Японии. В 2011 году в журнале Nikkei Entertainment был опубликован рейтинг наиболее коммерчески успешных мангак современности, Ода занял первое место в рейтинге.

## Биография
Будучи ребенком, Ода был вдохновлен сериалом Vicky the Viking и стремился стать мангакой. Он представил персонажа по имени Пандамен для классической манги про борцов Kinnikuman от Yudetamago. Пандамен не только использовался в главе манги, но и вернулся, как повторяющийся персонаж в собственных работах Оды. Он также добавил пасхальные яйца в своей манге для поклонников, включая Досукой Панду. Ода был вдохновлен создателем манг Dr.Slump и Dragon Ball Акирой Ториямой. Когда он вырос, он полюбил играть в футбол возле школы и получил прозвище «Одатти» у его друзей. Позже он озвучил Одатти в короткометражном фильме «Dream Football King!», который был добавлен в третий фильм по аниме One Piece — «Chopper's Kingdom on the Island of Strange Animals».
В 17 лет он дебютировал с работой Wanted!, за которую получил несколько призов, включая награду Тэдзуки. Благодаря Wanted!, Ода получил работу в журнале Shonen Jump, ассистировал Синобу Кайтани в работе над Suizan Police Gang, а затем мангаке по имени Масая Токухиро с Jungle King Tar-chan и Mizu no Tomodachi Kappaman. Обе манги оказали на Оду сильное влияние. В 19 лет он поступил ассистентом к Нобухиро Вацуки (автору Rurouni Kenshin), во время сотрудничества с которым рисовал собственные небольшие истории про пиратов, выходившие под названием «Romance Dawn». После создания One Piece Ода стал одним из самых популярных мангак Японии.
В августе 1997 года он создаёт свою знаковую работу — One Piece. Будучи вдохновлёным пиратами, он делает One Piece серией про пиратов.
В 1998 году Ода сделал дизайн для первой OVA и был счастлив, видя, как One Piece становится анимированным. В 1999 году Toei Animation берётся за аниме-адаптацию One Piece.
В 2004 году Ода женился на модели Тиаки Инаба, сыгравшей Нами на одном из фестов Shonen Jump.
В 2007 году на JUMP Fiesta 2008, в отсутствии Сюити Икэды, когда сэйю разыгрывали Red-Hair of Class 3 — Sea Time, он носил ярко-розовый парик, и объяснил, что сделал это только потому, что One Piece уже 10 лет. В том же году он объединился с Акирой Ториямой для создания кроссовера Dragon Ball/One Piece, который был назван Cross Epoch. Он также принимал участие в написании и режиссуре десятого фильма по One Piece, первого фильма для которого он написал сценарий в честь десятой годовщины One Piece.
В 2011 после великого восточно-японского землетрясения Ода, как и другие мангаки, нарисовал обращение для пострадавших.
В интервью Ода заявил, что хотел бы создать мангу про роботов после того, как закончит с One Piece. Однако позже он сказал, что после того, как закончит с One Piece, пойдёт по тому же пути, что и Торияма, и будет создавать мангу с короткими историями.

## Работы
- One Piece. Большой куш (выпускается с 1997)
- Wanted! (1998, сборник из маленьких историй)
  - Wanted! (1992)
  - God’s Gift for the Future (1993)
  - Itsuki yakou (1993)
  - Monsters (1994)
  - Romance Dawn (1996)
- Dragon Ball x One Piece: Cross Epoch (2007)
- One Piece x Toriko (2011)